# Cómo sobrevivir soltero
Cómo sobrevivir soltero es una serie web mexicana de comedia dramática creada por Sebastián Zurita y Emiliano Zurita y dirigida por Sebastián Zurita, Ariel Winograd, Emiliano Zurita, Marcos Bucay y Salvador Espinosa como showrunner para Amazon Prime Video y está basada en ciertos aspectos de la vida personal de Sebastián. Es producida por Campanario Entertainment y Addiction House y distribuida por Sony Pictures Television. La primera temporada se compone de 10 episodios de media hora.
El 31 de marzo de 2021, se confirmó que la serie fue renovada para una segunda y tercera temporada.

## Reparto
- Sebastián Zurita como Sebastián Ybarra[6]
- Octavio Hinojosa como Gonzalo Torres[6]
- Roberto Flores como Daniel Lebrija[6]
- Lucía Gómez-Robledo como María Fernanda «Mafer» Aspe Fuentes Niño[6]
- Pamela Almanza como Lucía Gamero[6]
- Tato Alexander como Fabiana[6]
- Fabrizio Santini como Fish[6]
- Memo Villegas como Adán Farré[6]
- Justina Bustos como Natalia[6] (temporada 1)
- Marcela Guirado como Natalia (temporada 2)
- María Penella como Policía de tránsito
- Gaby Espino como Presentadora de un reality (temporada 3)

## Recepción

### Crítica
El sitio La Hora de la Novela le otorgó una calificación inicial de 9/10 argumentando en su crítica: «El escritor al frente de este proyecto es Marcos Bucay (Club de Cuervos). Felicitaciones a él y a su equipo por haber capturado con simpatía el mundo y el vocabulario de la generación que protagoniza la historia. Los personajes de Cómo Sobrevivir Soltero son de mente abierta y se enfrentan a sus problemas con la inocencia de las buenas comedias.» 
El crítico Álvaro Cueva escribió en Milenio: «Esta ingeniosa idea de Sebastián Zurita y Emiliano Zurita no es una comedia romántica, es una burla a las comedias románticas. Desde la escena uno del primer capítulo que inicia con una mentada de madre, no hay manera de ver aquello y no gozarlo. Por si esto no fuera suficiente, lo de la burla a las comedias románticas es poca cosa conforme van pasando los capítulos y uno va descubriendo que estos genios agarraron parejo. Se la recomiendo de todo corazón.» 